# Josef Schulz (soldado)
Josef Schulz (1909/1910 - 20 de julio de 1941), también deletreado como Joseph Schultz, fue un soldado alemán de la 714º División de Infantería de la Wehrmarcht estacionado en la Serbia ocupada por los alemanes durante la Segunda Guerra Mundial. Murió en 1941, luego de ser ejecutado por supuestamente haberse negado a participar en una ejecución de partisanos. El Alto Mando alemán lo registró como muerto en acción. La trama del cortometraje yugoslavo Joseph Schultz (1973) se basa en el incidente. Según un estudio del Bundesarchiv, muchos académicos descartaron el incidente como una leyenda en la década de 1990.

## Vida
Josef Schulz fue un soldado alemán. Nació en 1909[cita requerida] y vivió en Barmen, Wuppertal, Alemania. Durante la Segunda Guerra Mundial, sirvió como cabo en la 714 División de Infantería de la Wehrmacht. Los registros oficiales de su muerte muestran que murió en combate durante las operaciones militares en Yugoslavia el 19 de julio de 1941.

## Incidente de ejecución de partisanos
El 20 de julio de 1941 un pelotón de fusilamiento de la Wehrmacht ejecutó a dieciséis partisanos yugoslavos en el cuartel de Smederevska Palanka, al sureste de Belgrado.
Cuando los cuerpos de las víctimas fueron exhumados después de la guerra, un testigo presencial recuerda que también se recuperaron restos de equipo militar atribuido a un soldado alemán, mientras que se perdió una placa de identificación. En 1947, cuando se erigió un monumento a las víctimas, se le dio a Marcel Masel el nombre de una víctima croata con un nombre que sonaba alemán, Marsel Mezic, para reflejar la creencia de que un soldado alemán fue ejecutado junto con los partisanos por negarse a participar en las ejecuciones.
En 1961 y 1966 los semanarios de Alemania Occidental Neue Illustrierte y Quick publicaron fotografías fechadas el 20 de julio de 1941, que mostraban una ejecución y, probablemente, un soldado alemán sin casco ni cinturón caminando hacia la fila de víctimas. Se pidió al público alemán que identificara a esta persona. Las fotografías fueron tomadas por unidades de la Wehrmacht, reveladas por un local de Palanka y dejadas atrás cuando la unidad fue reubicada en el Frente Oriental. La crónica Palanka también publicó las fotografías pero sin mencionar la deserción de un alemán.
En respuesta al llamamiento de los semanarios alemanes, el miembro del Bundestag de Alemania Occidental, Wilderich Freiherr Ostman von der Leye, identificó a la persona de las fotografías como Josef Schulz. Basó su identificación en el diario de Friedrich Stahl, comandante de la 714ª división de infantería, que le fue facilitado por el Archivo Militar del Bundesarchiv en Friburgo, entonces dirigido por el hijo de Stahl. Por iniciativa de Ostman, el hermano de Josef, Walter Schulz, viajó a Yugoslavia en 1972 y confirmó que la persona en cuestión era Josef Schulz. En 1973 un periodista del periódico yugoslavo Politika visitó a Walter Schulz en Alemania; posteriormente, los periódicos yugoslavos informaron que Josef Schulz había sido un artista capaz y miembro de una oposición clandestina a Hitler. Zvonimr Janković, un testigo ocular yugoslavo, confirmó que había visto a un oficial alemán discutiendo furiosamente con un alemán sin insignias en su uniforme.
Por el contrario, algunos de los antiguos compañeros de la Wehrmacht de Josef Schulz dijeron que la persona de las fotografías no era Schulz. Un informe de 1972 de la Oficina Central de la Administración Estatal de Justicia para la Investigación de Crímenes Nacionalsocialistas en Luisburgo, Alemania, también rechazó la identificación de la persona como Schulz. Los estudios realizados por el personal de la oficina de Luisburgo y el Archivo Militar de Friburgo concluyen que Josef Schulz ya fue asesinado el 19 de julio de 1941, durante un enfrentamiento con partisanos, y que él fue reportado muerto al comando del ejército el 20 de julio a las 02:00 horas, remitiéndose posteriormente la respectiva notificación a los familiares. Desde entonces, muchos académicos han descartado el supuesto papel de Schulz en el incidente del 20 de julio como una leyenda.
Sin embargo, Schulz siguió siendo una figura popular en Yugoslavia a pesar de las protestas de una organización partidista veterana. A principios de la década de 1980 se erigió un segundo monumento en el lugar de la ejecución en Palanka, donde se agregó el nombre de Schulz a los de las dieciséis víctimas yugoslavas; el nombre de Marsel Mezic aparece en su ortografía correcta. Si bien la leyenda de Schulz no es tan popular en Alemania, los embajadores de Alemania Occidental, Horst Grabert y Wilfried Gruber, asistieron a ceremonias en Palanka en 1981 y 1997, respectivamente.

## Película
En 1973 el estudio de cine yugoslavo Zastava Films estrenó el cortometraje Joseph Schultz. El complot se basa en la negativa de Schultz a ejecutar a los partisanos yugoslavos y su eventual ejecución por parte del pelotón de fusilamiento al que fue asignado. La película fue dirigida por Danko Popovic y Predrag Golubic. Las fotografías originales en sepia se combinaron con una recreación del incidente. En Canadá y Estados Unidos, la película fue distribuida por Wombat Productions.
La película fue recomendada como un recurso para la enseñanza por la Asociación de Librerías de Cine Educativo (EFLA) con sede en EE. UU. y por una guía para profesores de Torah Aura Productions, Teaching the Holocaust.

## enlaces externos
- Joseph Schultz Documental de 13 minutos de la colección de vídeos de Keene State College.

- Datos: Q572363